# Cyathea alsophila
Cyathea alsophila là một loài thực vật có mạch trong họ Cyatheaceae. Loài này được (Link) Domin mô tả khoa học đầu tiên năm 1929.